# Ектор Моретті
Ектор Моретті (ісп. Héctor Moretti; нар. 27 січня 1973) — колишній аргентинський тенісист.
Найвищу одиночну позицію світового рейтингу — 186 місце досяг 10 січня 2000, парну — 342 місце — 28 серпня 1995 року.

## Титули на челленджерах

### Одиночний розряд: (1)
| Ранг | Рік  | Турнір                    | Покриття | Суперник       | Рахунок  |
| ---- | ---- | ------------------------- | -------- | -------------- | -------- |
| 1.   | 1999 | Единбург, Велика Британія | Ґрунт    | Аттіла Шавольт | 6–4, 6–1 |